# Zeche Nöckerbank
Die Zeche Nöckerbank ist ein ehemaliges Steinkohlenbergwerk im Bochumer Stadtteil Sundern. Das Bergwerk befand sich auf der Egge am Nöckersberg und war auch unter den Namen Zeche Noeckerbank, Zeche Nöckersbank, Zeche Nockersbank und Zeche Neckerbanck, bekannt. Das Bergwerk ist vermutlich identisch mit der Zeche Weckerbanck. Das Bergwerk befand sich 200 Meter nördlich der heutigen Sternwarte Bochum.

## Geschichte

### Die Anfänge
Bereits vor dem Jahr 1737 war ein Bergwerk in dem Grubenfeld der Zeche Nöckerbank in Betrieb. Im Jahr 1737 waren zwei Förderschächte und ein Stollen vorhanden. Der Stollen hatte zu diesem Zeitpunkt eine Länge von 251 Metern und war in Richtung Osten aufgefahren worden. Im selben Jahr wurde zunächst noch Abbau betrieben, später wurde das Bergwerk stillgelegt. Am 21. Februar des Jahres 1764 wurde ein Gesuch an das Bergamt herangetragen, eine bereits vorher in Betrieb gewesene Kohlbank in Besitz nehmen zu dürfen. Eingereicht wurde dieses Gesuch von den Gewerken Johann Caspar Lindemann, Heinrich Wilhelm Wallbaum, Jörg Berndt Stratmann und Hermann Heinrich Stratmann. Am 8. Dezember desselben Jahres wurde ein Antrag auf eine erneute Verleihung beim Bergamt eingereicht. Als Muter traten dieselben Gewerken wie vorher auf. Im Jahr 1765 sollte ein tieferer Stollen aufgefahren werden. Außerdem sollte ein verbrochener Schacht wieder aufgewältigt werden. Am 14. August des Jahres 1767 wurde ein Längenfeld verliehen. Allerdings mussten die neuen Bergwerksbesitzer vorher die Bergamtsgebühren für die vergangenen Jahre, in denen das Bergwerk außer Betrieb gewesen war, nachzahlen.

### Der weitere Betrieb
In dem Zeitraum von 1769 bis 1780 war das Bergwerk nachweislich in Betrieb. Die Kohlen wurden im streichenden Pfeilerbau abgebaut. In den Jahren 1781 und 1782 wurden 10.908 Ringel Steinkohle gefördert. Im Jahr 1784 war das Bergwerk weiterhin in Betrieb. Am 2. Juni des Jahres 1784 wurde das Bergwerk durch den Leiter des märkischen Bergreviers, den Freiherrn vom Stein, befahren. Die Zeche Nöckerbank war das sechste Bergwerk, welches vom Stein auf seiner Reise durch das märkische Bergrevier befuhr. Vom Stein machte in seinem Protokoll Angaben über den Zustand des Bergwerks und die Leistung und Bezahlung der dort beschäftigten Bergleute. Er lobte die gute Qualität der auf der Zeche Nöckerbank abgebauten Kohlen. Vom Stein bemängelte die fehlerhafte Befestigung der Fahrten im Schacht und gab Anweisungen, diese Mängel abstellen zu lassen. Der Stollen hatte zu diesem Zeitpunkt eine Länge von 791 Metern. Im Jahr 1787 wurde eine gemeinschaftlich genutzte Schienenbahn, der Rauendahler Schiebeweg zur Kohlenniederlage an der Ruhr errichtet. Die Schienenbahn hatte eine Länge von 1600 Metern. Im Jahr 1792 wurde das Bergwerk unter dem Namen Zeche Weckerbanck in der Niemeyerschen Karte aufgeführt. Die Zeche ist durch den Markscheider Niemeyer irrtümlich so bezeichnet worden. Der Stollen hatte zu dieser Zeit eine Länge von 940 Metern. Im Jahr 1796 war der Pfeilerschacht in Förderung. Am 3. November desselben Jahres wurde die Zeche Nöckerbank stillgelegt. Im Jahr 1819 konsolidierte die Zeche Nöckerbank mit anderen Zechen zur Zeche Vereinigte Dickebaeckerbank & Anna Catharina.

## Heutiger Zustand
Heute ist von der Zeche Nöckerbank noch der Lochstein vorhanden. Er befindet sich auf der Wiese vor einem Fachwerkhaus in der Nähe der Bochumer Sternwarte. Der Stein trägt die Inschrift MHS II 1769. Die Inschrift bedeutet Melchert Heinrich Schepmann (MHS), zweiter Lochstein im Grubenfeld (II), die Jahreszahl 1769 bezeichnet das Aufstellungsjahr des Steins. Der Lochstein ist Teil des Bergbau-Wanderwegs Baak der Stadt Bochum.